# Fundación de Trujillo (Perú)

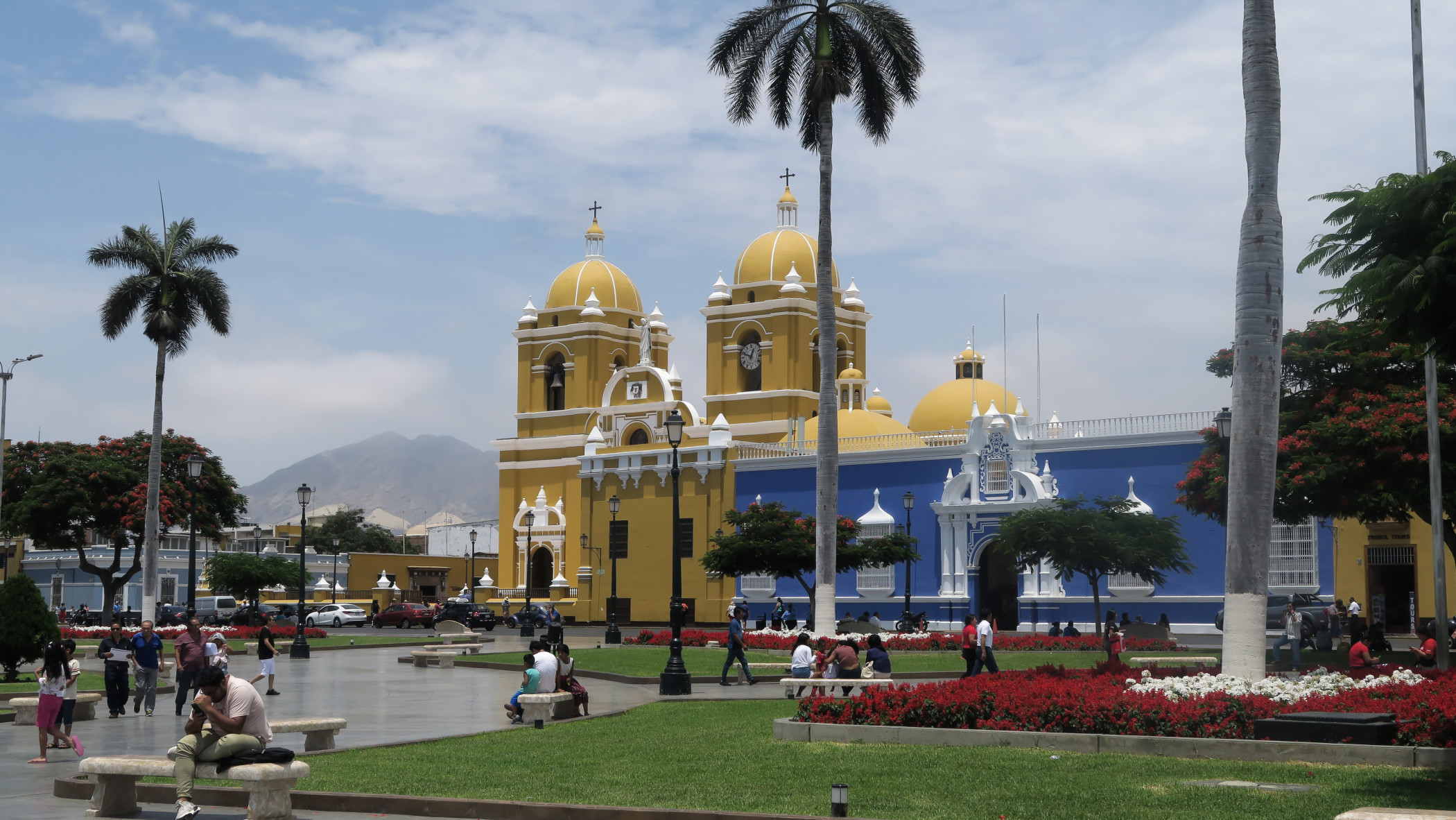
La fundación española de Trujillo se realizó en la actual Plaza de Armas de la ciudad en noviembre de 1534 por Diego de Almagro.

La fundación de Trujillo fue un proceso de expansión española en la zona conocida hoy como el valle de Moche, en la Región La Libertad en la costa norte del Perú, mediante este proceso posteriormente los habitantes nativos de las culturas precolombinas existentes en la zona fueron colonizados como consecuencia de la fundación de la ciudad de "Trujillo de Nueva Castilla". Esta fundación también fue parte de la colonización española del Perú, que comenzó en 1532. La fecha exacta de la fundación de Trujillo no se puede precisar debido al extravío de su acta en el siglo XVII, quedando sólo en aproximaciones.

## Antecedentes

### Poblaciones prehispánicas
El valle de Moche había estado habitado antes de la conquista española por pobladores descendientes de las culturas moche, chimú e inca. El pueblo moche fue asimilado por los chimú y estos a su vez por los incas. Cuando los conquistadores españoles llegaron a la zona de la actual ciudad existían centros poblados cercanos en el valle de Moche, Huanchaco era visitado por los indígenas para trabajar en la pesca.

## Fundación española

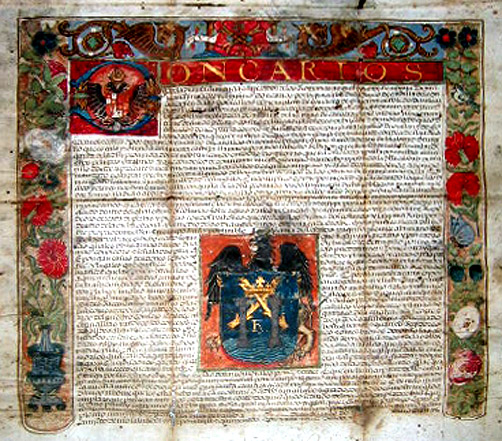
Real cédula que otorga el escudo de armas a la ciudad de Trujillo, concedida por el rey Carlos I de España en 1537.

Trujillo fue una de las primeras ciudades fundadas en América por los conquistadores españoles, la ciudad se estableció como parte de la Gobernación de Nueva Castilla y fue fundada entre cuatro asentamientos chimú: Huanchaco, Huamán, Moche y Mampuesto. El 23 de noviembre de 1537, el rey Carlos I de España otorgó a Trujillo el rango de "ciudad" y el escudo de armas que sigue siendo un símbolo de identidad de la ciudad.

### Testimonios de Almagro y Pizarro
Fragmento de la carta de Diego de Almagro al rey Carlos I (1 de enero de 1535):

Poblados los dos pueblos de Quito traje conmigo unos 150 hombres, reformé la ciudad de San Miguel y sesenta leguas della, por mandado del gobernador, poblé en la costa la villa de Trujillo, en muy buena comarca, abundante de todo y que goza de sierra y llano con sus puertos de mar.

Fragmento de la carta de Francisco Pizarro al rey Carlos I (1 de enero de 1535):

En esta costa de la mar del sur en la prouinçia de santa he poblado en nombre de v. mt. la villa de Trujillo en parte que será uno de los frescos y honrados y provechosos y bien poblado y promedio de las cosas necesarias para la poblaçion y sustentaçion del que ay poblado en esta tierra porq. tiene buen puerto çerca del y esta en comarca que ay muy ricas minas de oro y en parte que pueden servir en el los indios de la sierra y los de los llanos syn trabajo / plega a nuestro señor se aya fecho en tan buena ora q. rreçiba desta villa v. mt. el servicio q. yo deseo y a la prouinçia de puerto viejo he enviado vn capitán para que. en nombre de v. mt. funde en ella vna villa porq. es buena tierra.

Fragmento del acta de instalación del cabildo por el gobernador Pizarro (5 de marzo de 1535):

En la villa de Trujillo de la nueva Castilla cinco días del mes de marzo año del nacimiento de muestro salvador Jesuxto. de mil quinientos y treinta e cinco años el muy magnífico señor Comendador don Francisco Pizarro Adelantado Governador e Capitan General en estos dhos. reynos por Su Mag. dixo que por cuanto el Mariscal don Diego de Almagro en nombre de su Real Mag. e suyo en su rreal nombre fundo [en] este asiento de la provincia de Chimo esta villa a la cual puso por nombre Trujillo e dio poder a Martín Estete en nombre de Su Mag. e de su señoría para que usase de teniente de capitán e justicia en ella e hiciese alcaldes e regidores […] el dho. señor Governador les fuere fecha dixeron que si juraban e así jurado el dho. sr. Gobernador dio y entrego a los dhos. Blas de Atienza e Rodrigo Lozano las varas de justicia que antes tenían de los dichos oficios y se las dio de nuevo para que usasen dellas por alcaldes ordinarios este presente año de quinientos e treinta e cinco años e los dhos. regidores de suso nombrados les mando que usen los dichos oficios según lo ... jurado e que si necessario hera en nombre de Su Mag. les daría poder para lo usar y exercer cuanto de derecho habia lugar, a lo qual fueron presentes por testigos Martín Estete e Antonio Picado vecinos en esta dha. villa. Francisco Pizarro.

## Versiones sobre fecha de fundación
Existen las siguientes versiones sobre la fecha de fundación española de la ciudad de Trujillo:
- Fundada en noviembre de 1534 por el conquistador español Diego de Almagro quien habría fundado el primer asentamiento español en el Valle de Moche llamándolo Trujillo de Nueva Castilla, en honor a la ciudad natal de Francisco Pizarro, Trujillo, esta versión fue sostenida por Jorge Zevallos Quiñones.[3]

- Fundada en diciembre de 1534 por Diego de Almagro.[4]

- Fundada el 5 de marzo de 1535 por Francisco Pizarro, esta versión fue sostenida por Rubén Vargas Ugarte y Raúl Porras Barrenechea. En esta fecha fue instalado el primer cabildo de Trujillo, y en recuerdo a esta fecha desde el año 2010 la Municipalidad Provincial de la ciudad celebra la Semana Jubilar de Trujillo en la fecha de aniversario de instalación de su primer cabildo.
- La verdadera Fecha de Fundación de la VILLA DE TRUJILLO, fue un miércoles 6 de diciembre de 1534, por el Adelantado Diego de Almagro, estando de tránsito al Santuario de Pachacamac. Según la carta que escribió el Marqués don Francisco Pizarro al rey Carlos I de España y Carlos V en Alemania (1) Fuente: Monografía de la Diócesis de Trujillo. Edic. 1930. Tomo I. Pag. 22.
- En cuanto a la Instalación del Primer Cabildo Cecular por don Francisco Pizarro fue el jueves 3 de febrero de 1536 según el acta de fundación que a la letra dice " En el pueblo de Cauchán del cacique Chimú, jueves que se cuentan tres días del mes de febrero año myle quinyentos tryta é seys, en este dycho dia se juntaron en cabildo en presencia demy el dicho escribano y testigo yuso escripto el dicho señor governador ... Entonces de acuerdo aa esta trascripción del Acta de Instalación queda en claro que oficialmente fue en la FECHA , JUEVES 3 DE FEBRERO DE 1536. y NO EL 5 DE MARZO DE 1535. Aparte según mi opinión que el 5 de marzo de 1535, está a menos de dos meses de la fundación de Lima el 18 de enero de 1535. por don Francisco Pizarro. , Si sumamos los días de celebración por dicha fundación y la distancia de Lima a Trujillo a caballo. realmente es imposible que el Cabildo de Trujillo se haya instalado en el año de 1535..- Fuente: Monografía de la Diócesis de Trujillo,  Edic. 1930. Tomo I páginas 23 y 33.